# 迪克森鎮區 (密歇根州)
迪克森鎮區（英語：Dickson Township）是位於美國密歇根州馬尼斯蒂縣的一個行政鎮區。

## 地方資料
迪克森鎮區的面積為185.30平方千米，當中陸地面積為180.10平方千米，而水域面積為5.20平方千米。根據2020年美國人口普查的數據，當地共有人口980人，而人口密度為每平方千米5.29人。